# نارانپاناوا کاندگامدا
نارانپاناوا کاندگامدا (به لاتین: Naranpanawa Kandegammedda) یک منطقهٔ مسکونی در سری‌لانکا است که در استان مرکزی (سری‌لانکا) واقع شده‌است.